# Jackie Searl

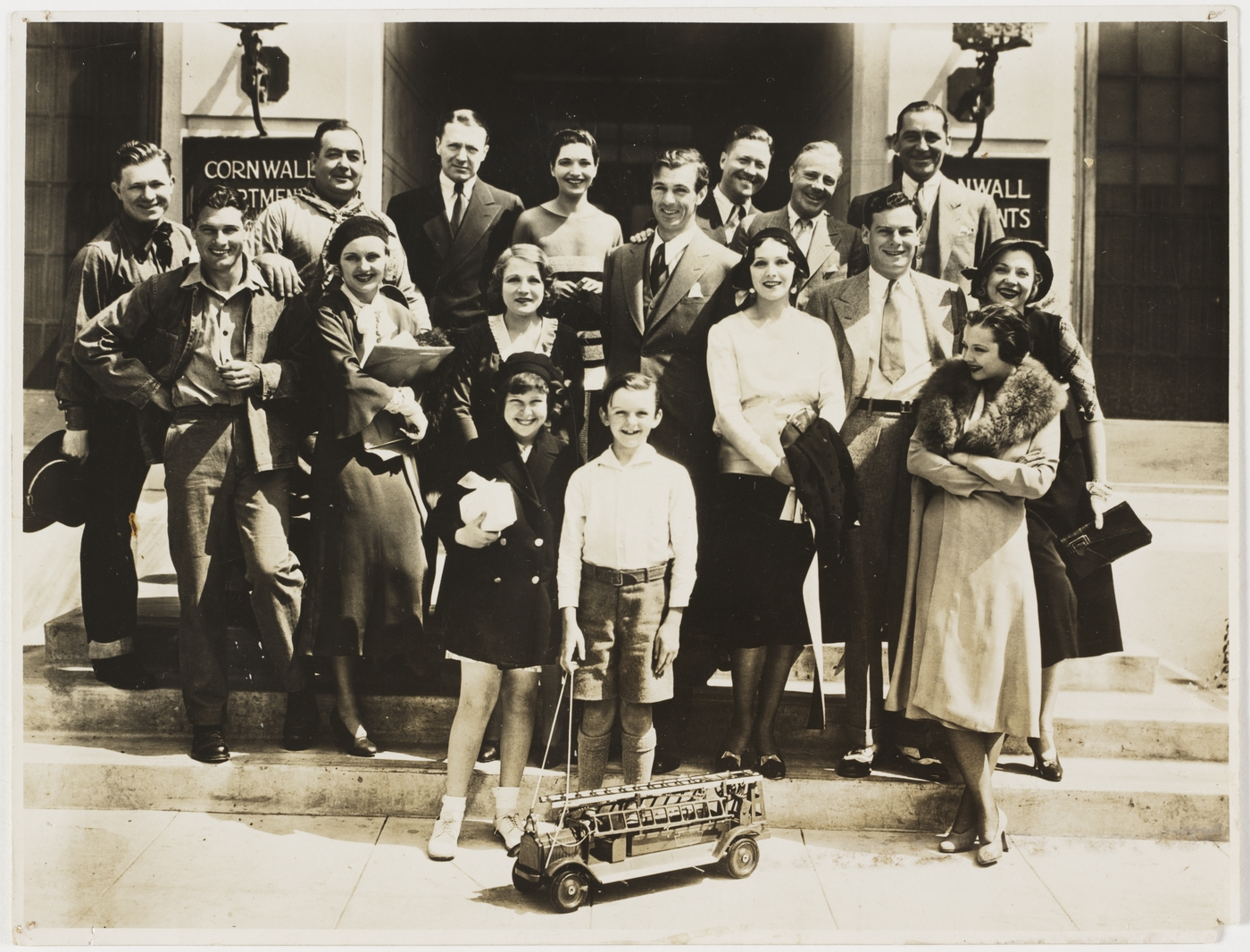
Gary Cooper, Carole Lombard y otros, Cornwall Apartments, c. 1930, por un fotógrafo desconocido

Jackie Searl (7 de julio de 1921 – 29 de abril de 1991) fue un actor cinematográfico y televisivo de nacionalidad estadounidense, con una carrera artística iniciada a los tres años de edad en una emisora radiofónica de Los Ángeles. En sus inicios un actor infantil, su primer papel en el cine llegó con Daughters of Desire (1929), película a la que siguieron cntas como Tom Sawyer (1930, con Jackie Coogan y Mitzi Green) y Huckleberry Finn (1931).

## Biografía
Su verdadero nombre era John E. Searl, y nació en Anaheim, California. En sus inicios, Searl fue especialmente conocido por interpretar a chicos malcriados, aunque a menudo únicamente tenía pequeños papeles, como el de "Robin Figg" en el film de 1934 Strictly Dynamite.
Entre las películas más destacadas en las que trabajó figuran Skippy, High Gear, Peck's Bad Boy, Great Expectations, y Little Lord Fauntleroy. En los años 1940 hizo algunos papeles de reparto, no actuando a partir de entonces durante casi una década. Sin embargo, en la década de 1960 obtuvo numerosos papeles televisivos, interpretando principalmente a personajes malvados.
Jackie Searl falleció en Los Ángeles, California, en 1991. Sus restos fueron incinerados.

## Filmografía
- Passport to Pimlico (1949)
- The Paleface (1948)
- Hazard (1948)
- Lady at Midnight (1948)
- The Fabulous Dorseys (1947)
- Small Town Deb (1941)
- Glamour Boy (1941)
- Military Academy (1940)
- My Little Chickadee (1940)
- The Angels Wash Their Faces (1939)
- That Certain Age (1938)
- Little Tough Guy (1938)
- Little Tough Guys in Society (1938)
- Wild and Woolly (1937)
- Two Wise Maids (1937)
- Little Lord Fauntleroy (1936)
- Gentle Julia (1936)
- Ginger (1935)
- Unwelcome Stranger (1935)
- Murder on the Blackboard (1934)
- No Greater Glory (1934)
- Strictly Dynamite (1934)
- She Was a Lady (1934)
- A Wicked Woman (1934)
- Great Expectations (1934)
- Peck's Bad Boy (1934)
- The Return of Casey Jones (1933)
- One Year Later (1933)
- The World Changes (1933)
- High Gear (1933)
- Topaze (1933)
- Alicia en el país de las maravillas (1933)
- Lovers Courageous (1932)
- Officer Thirteen (1932)
- The Miracle Man (1932)
- Hearts of Humanity (1932)
- Sooky (1931)
- Skippy (1931)
- Forbidden Adventure (1931)
- Scandal Sheet (1931)
- Finn and Hattie (1931)
- Huckleberry Finn (1931)
- Daybreak (1931)
- The House That Shadows Built (1931)
- Paramount on Parade (1930)
- Tom Sawyer (1930)